# Brillion
Brillion è un comune degli Stati Uniti, situato in Wisconsin, nella Contea di Calumet.